# Eudaemonio
Eudaemonio, eudaimon o eudemon (griego: εὐδαίμων, eudaímōn) en la mitología griega era un tipo de demon o genio, que a su vez era una especie de espíritu de carácter amable, opuesto como tal al cacodemon («genio o demon malvado»).

## Etimología
La palabra eudáimōn en griego significa tener un espíritu de ayuda, y consecuentemente, estar felices. Está compuesta de las palabras εὖ eu, que significa "bien" o "bueno"  y δαίμων dáimōn, que significa "divinidad, espíritu, poder divino, destino, o dios." también daimon es el derivado griego para el término demonio,  en ese caso "demonio" significa "repleto de conocimiento". En ciertas ocasiones eudaimon es incorrectamente considerado con su significado literal "espíritu bueno".
Por otra parte Eudaimon es también un antiguo nombre propio, particularmente era el nombre griego de un sacerdote de Zeus y padre de Elio Aristides, un notorio retórico del siglo II d. C.

## Características
Dentro de los eudemones de la mitología griega se incluían a héroes deificados. Ellos eran considerados espíritus intermediarios entre los dioses y los hombres. Los eudemones, al ser "démones" buenos, eran entendidos como espíritus guardianes, que otorgaban protección y orientación a aquellos que vigilaban.
Como consejero, el eudemon susurraba consejos y opiniones al oído. A dicha persona se le consideraba afortunada. Se decía que, Sócrates durante su vida, tuvo un demon que siempre le advirtió sobre las amenazas y el mal juicio, pero nunca dirigió sus acciones. De acuerdo a Sócrates, su demon era más preciso que las formas de adivinación respetadas en la época como lectura de las entrañas o observando el vuelo de aves.

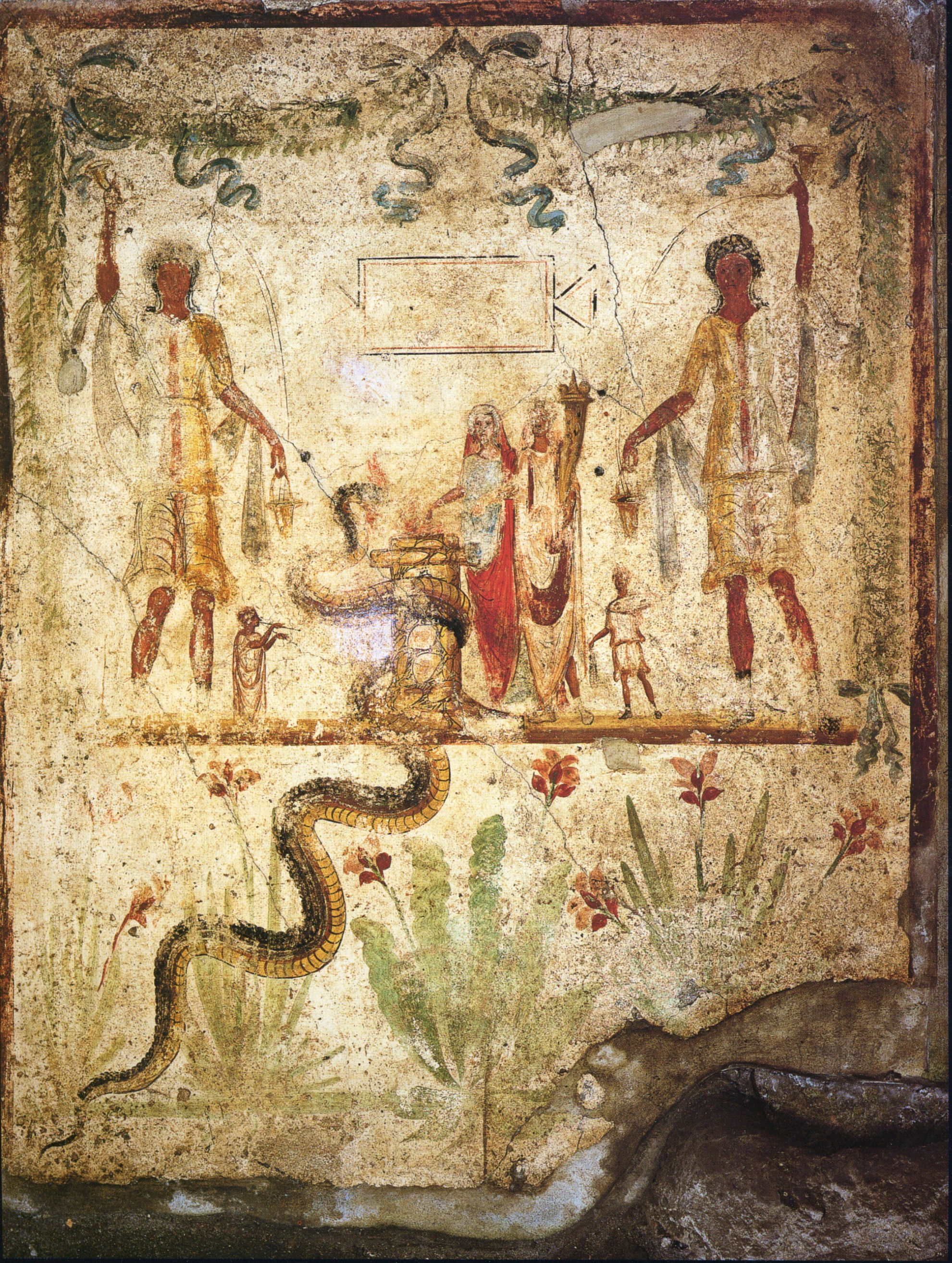
Fresco del santuario de una casa de Pompeya que representa una ofrenda a Agatodemon, un demon benéfico que aparece en forma de serpiente

Un demon bueno adorado era agatodemon en cuyo honor, la primera libación al dios Dioniso fue dedicada.

### Otras definiciones
El filósofo Aristóteles creía que una persona feliz era aquel que es un eudaemon, pero aun así, de una manera literal, posee un buen demonio o uno afortunado. Heráclito creía que el carácter de una persona era su demon guardián.
De vez en cuando, un buen demon también puede presentarse a las almas de los difuntos. Por ejemplo, la heroína Alcestis en 438 a. C. en la tragedia ateniense por la Euripides griega, se mostró como un "demonio bendecido" posteriormente a su muerte.
De acuerdo al psicólogo Carl Jung no hay un eudemon o bien un cacodaemon sino solo un demonio que es un espíritu único e independiente, ni bueno ni malo que puede vivir dentro de cualquier persona.
En los enfoques místicos, el eudaemon a veces es definido como un símbolo del "yo superior", o de la persona en el "cuerpo causal." de igual manera, es un símbolo de inteligencia en el "plano budista" y planos esotéricos superiores, que asiste a la evolución y es relacionado con los pensamientos y emociones más elevadas.